# Ломтука
Ломтука (рос. Ломтука) — село у Мегіно-Кангалаському улусі Республіки Сахи Російської Федерації.
Населення становить 674 особи. Належить до муніципального утворення Тиллимінський 1-й наслег.

## Географія

### Клімат
| Клімат Ломтуки            | Клімат Ломтуки | Клімат Ломтуки | Клімат Ломтуки | Клімат Ломтуки | Клімат Ломтуки | Клімат Ломтуки | Клімат Ломтуки | Клімат Ломтуки | Клімат Ломтуки | Клімат Ломтуки | Клімат Ломтуки | Клімат Ломтуки | Клімат Ломтуки |
| Показник                  | Січ.           | Лют.           | Бер.           | Квіт.          | Трав.          | Черв.          | Лип.           | Серп.          | Вер.           | Жовт.          | Лист.          | Груд.          | Рік            |
| Середній максимум, °C     | −37,2          | −29,7          | −13,7          | 0,7            | 12,6           | 22,1           | 25,3           | 21,3           | 11,3           | −3,9           | −24,4          | −35,1          | −4             |
| Середня температура, °C   | −41            | −35,4          | −21,9          | −6,5           | 6,3            | 15,1           | 18,4           | 14,7           | 5,7            | −8,6           | −29,1          | −39            | −10            |
| Середній мінімум, °C      | −44,8          | −41,1          | −30            | −13,7          | 0,0            | 8,2            | 11,5           | 8,1            | 0,2            | −13,2          | −33,7          | −42,8          | −15            |
| Норма опадів, мм          | 10             | 8              | 7              | 11             | 21             | 41             | 44             | 41             | 33             | 22             | 16             | 13             | 267            |
| ------------------------- | -------------- | -------------- | -------------- | -------------- | -------------- | -------------- | -------------- | -------------- | -------------- | -------------- | -------------- | -------------- | -------------- |
| Джерело: climate-data.org |                |                |                |                |                |                |                |                |                |                |                |                |                |

## Історія
Згідно із законом від 30 листопада 2004 року органом місцевого самоврядування є Тиллимінський 1-й наслег.

## Населення
| 2002 | 2010 | 2012 | 2013 | 2014 | 2015 | 2016 |
| ---- | ---- | ---- | ---- | ---- | ---- | ---- |
| 798  | ↘701 | ↘688 | ↘681 | ↘676 | ↗682 | ↘674 |
| 2017 | 2018 |      |      |      |      |      |
| →674 | →674 |      |      |      |      |      |